# Cère (Landes)
Cère ist eine französische Gemeinde mit 416 Einwohnern (Stand 1. Januar 2022) im Département Landes in der Region Nouvelle-Aquitaine (vor 2016: Aquitanien). Sie gehört zum Arrondissement Mont-de-Marsan und zum Kanton Haute Lande Armagnac.
Der Name in der gascognischen Sprache lautet ebenfalls Cère. Er könnte sich vom lateinischen Wort cella ableiten, das „eine Einsiedelei“ oder „ein Kloster“ bedeutet. Tatsächlich ist im 5. oder 6. Jahrhundert hier ein Priorat eingerichtet worden, nachdem die Christianisierung in der Region Einzug gehalten hatte. Der Name könnte aber auch vom Wachs (französisch cire) stammen, der aus zahlreichen Bienenstöcken gesammelt wurde, die sich dort in früherer Zeit befanden.
Die Einwohner werden Cèrois und Cèroises genannt.

## Geographie
Cère liegt ca. 12 Kilometer nördlich von Mont-de-Marsan im Süden der Landes de Gascogne, dem größten Waldgebiet Frankreichs, in der historischen Provinz Gascogne.
3.650 Hektar oder 95 % des Gemeindegebiets ist bewaldet, davon sind 930 Hektar Eigentum der Gemeinde.
Umgeben wird Cère von den Nachbargemeinden:
| Garein              | Brocas                                      |                 |
| Geloux              | Kompassrose, die auf Nachbargemeinden zeigt | Canenx-et-Réaut |
| Saint-Martin-d’Oney | Uchacq-et-Parentis                          | Saint-Avit      |

Cère liegt im Einzugsgebiet des Flusses Adour.
Der Estrigon, ein Nebenfluss der Midouze, durchquert das Gebiet der Gemeinde ebenso wie seine Nebenflüsse,
- der Ruisseau de Tourtilla,
- der in Cère entspringende Ruisseau de l’Huillère,
- der in Cère entspringende Ruisseau de Pouyfallas,
- der in Cère entspringende Ruisseau de Pébarthe und
- der Ruisseau de Lamolle.[5]

## Geschichte

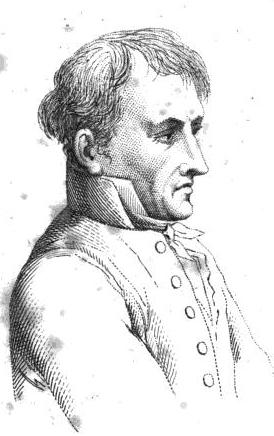
Jean-Marie de Poyferré de Cère, 1820

Im Jahre 841 fuhren die Normannen den Adour hinauf, plünderten und verwüsteten das Dorf Cère, ließen sich hier nieder und verbreiteten Schrecken über ganz Aquitanien. Der Herzog der Gascogne konnte sie schließlich im Jahre 982 besiegen und vertreiben. Seit dem Mittelalter besaßen die Klarissen aus Mont-de-Marsan die Grundherrschaft über Cère. Während der Hugenottenkriege verwüsteten und plünderten im Jahre 1569 protestantische Truppen die Kirche. Diese Konflikte betrafen besonders die Landes, weil sie sich in der Nachbarschaft zum Béarn befinden, dessen Religion offiziell der Protestantismus war, im Gegensatz zu den übrigen Landesteilen, die katholisch geblieben waren. Im 18. Jahrhundert erlangte die Familie Poyferré aus Mont-de-Marsan die Grundherrschaft. Im 19. Jahrhundert war die Schafzucht die Haupttätigkeit der Bewohner. Der Grundherr Jean-Marie de Poyferré de Cère gründete eine Musterschäferei auf seinem Besitztum. Napoleon Bonaparte ernannte ihn 1806 zum Leiter der Einführung der Merinoschafe in den Landes, anschließend zum Hauptinspektor der kaiserlichen Schäfereien. Die Aufzucht von 1.200 Merinoschafen aus Spanien stellte sich jedoch als Fehlschlag heraus. Unter der Regentschaft des französischen Kaisers Napoleon III. wurden Kiefern angepflanzt. Die Haupteinnahmequelle verlagerte sich von der Schafzucht hin zur Forstwirtschaft, die der Gemeinde einen neuen Schub gab. Ein metallverarbeitender Betrieb, der 1874 aufgenommen wurde, kam rasch zum Erliegen.
Cère besaß einen Bahnhof an der Eisenbahnlinie, die Mont-de-Marsan mit Luxey verband und 1906 eröffnet wurde. 1955 wurde die Beförderung von Personen, 1959 der Güterverkehr eingestellt.

### Einwohnerentwicklung
Nach Beginn der Aufzeichnungen stieg die Einwohnerzahl bis zur Mitte des 19. Jahrhunderts auf rund 600. In der Folgezeit sank die Größe der Gemeinde bei kurzen Erholungsphasen bis zu den 1970er Jahren auf 225 Einwohner, bevor eine Wachstumsphase einsetzte, die sich in jüngster Zeit leicht rückläufig zeigte.
| Jahr      | 1962 | 1968 | 1975 | 1982 | 1990 | 1999 | 2006 | 2010 | 2022 |
| --------- | ---- | ---- | ---- | ---- | ---- | ---- | ---- | ---- | ---- |
| Einwohner | 249  | 254  | 225  | 258  | 279  | 274  | 383  | 407  | 416  |

## Sehenswürdigkeiten

### PfarrkircheSaint-Martin

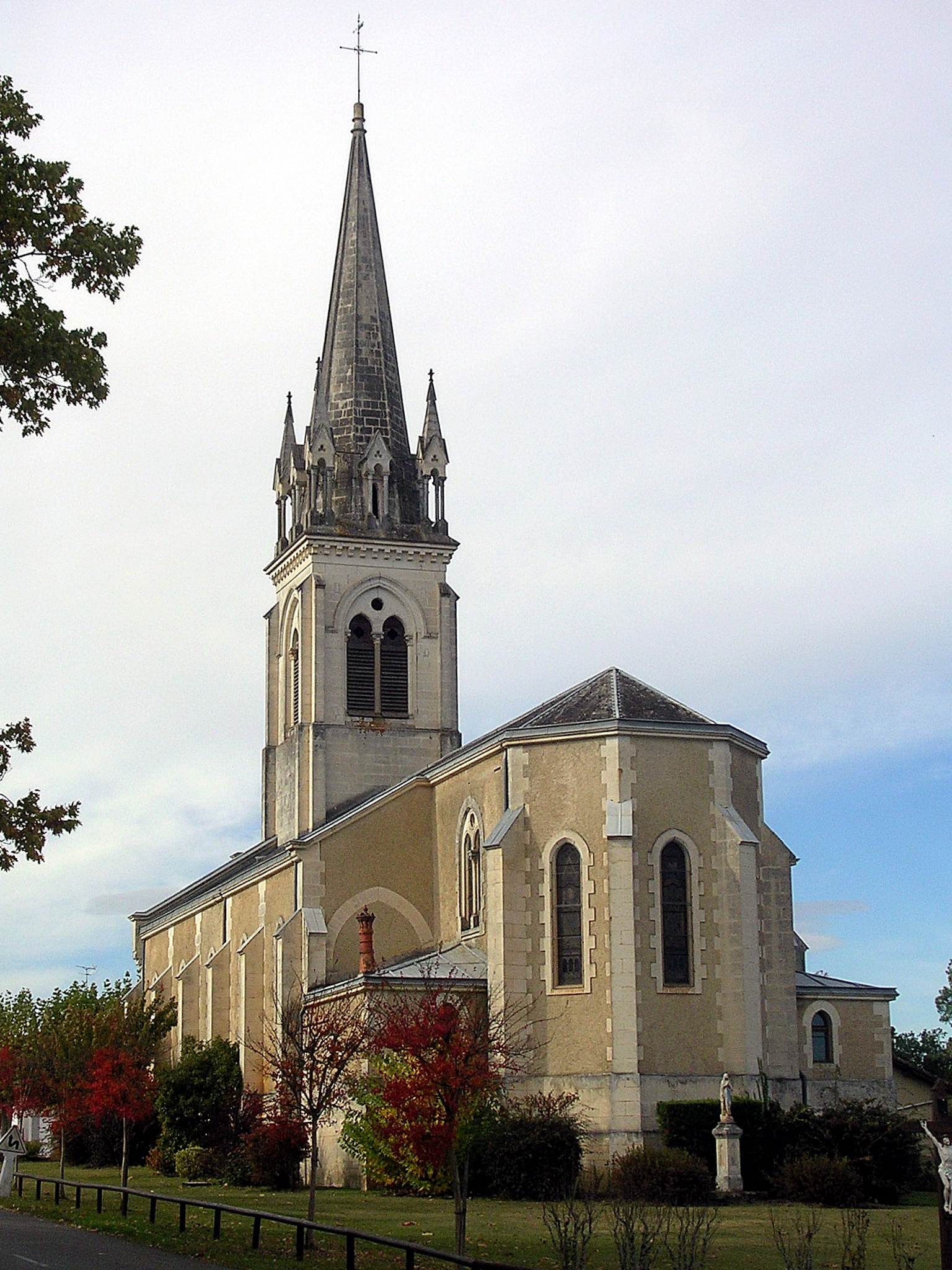
Pfarrkirche Saint-Martin

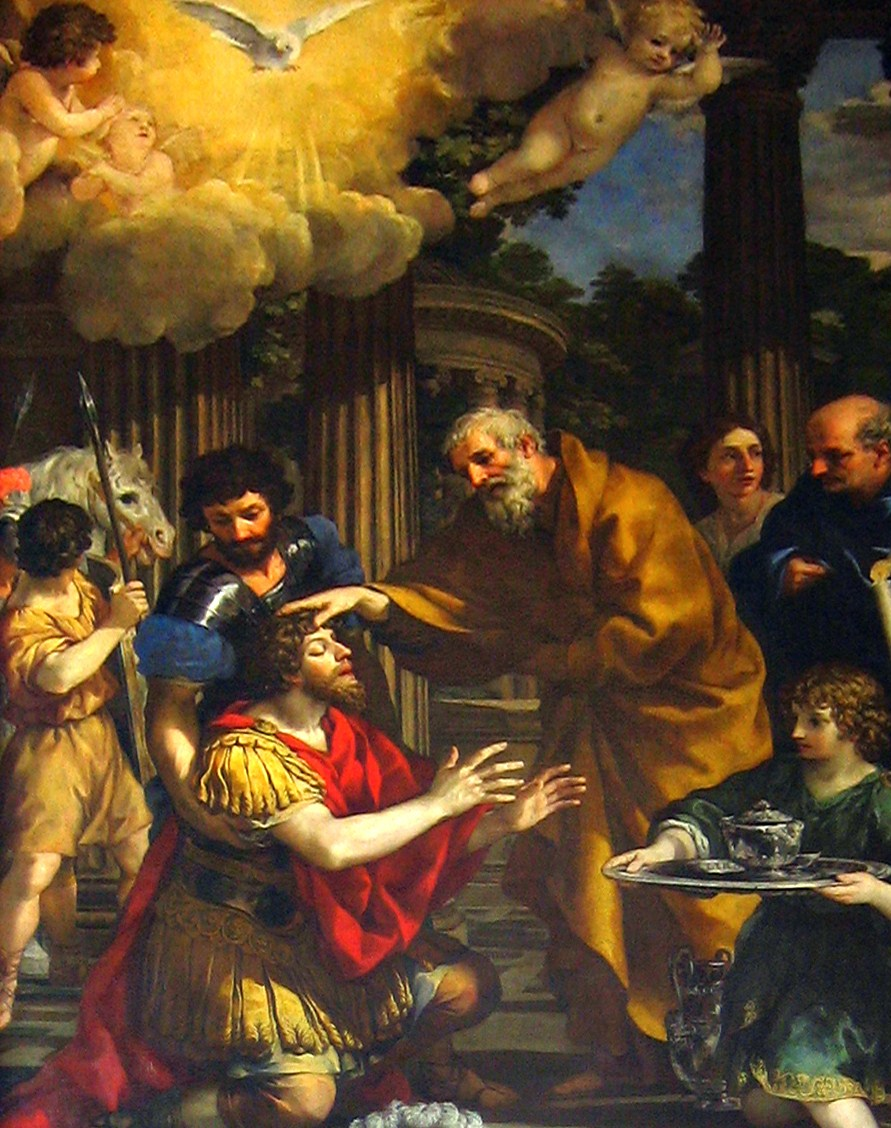
Hananias schenkt Paulus das Augenlicht von Pietro da Cortona

Die ursprüngliche Kirche wurde 1569 von protestantischen Truppen geplündert und beschädigt. Ein Neubau im neugotischen Stil ersetzte sie 1866 nach Plänen des Architekten des Départements, Alexandre Ozanne, mit finanzieller Unterstützung der Familie Poyferré de Cère. Die Martin von Tours geweihte Kirche besitzt ein Langhaus mit drei Kirchenschiffen mit einer Länge von fünf Jochen, das mit einer dreiwandigen Apsis verlängert wird. Diese wird von zwei Sakristeien flankiert. Die Seitenschiffe werden vom Hauptschiff durch Spitzbogenarkaden abgetrennt, die auf viereckigen Pfeilern ruhen. Auf der westlichen Seite ragt ein Glockenturm aus der Fassade empor, der mit einem oktogonalen Helm ausgestattet ist. Am Fuß des Helms sind an jeder Turmecke Dachreiter und dazwischen Ädikulä auf den Turm gesetzt. Am Fuß des Glockenturms befindet sich das Eingangsportal in Form eines gedrückten Spitzbogens, darüber ein Zwillingsfenster in Rundbögen. Darüber wiederum zeigt eine Turmuhr den Passanten die Zeit. Abgeschrägte Strebepfeiler umsäumen das Bauwerk. Seine Dächer sind mit Schiefer gedeckt und seine Fenster spitzbogenförmig. Im Inneren öffnet sich eine Empore auf dem ersten Geschoss zum Langhaus. Die Kirchenschiffe sind mit einem falschen Kreuzrippengewölbe gedeckt.
Die Ausstattung der Kirche wurde bei dem Neubau im Jahre 1866 fast vollständig erneuert. Von der früheren Kirche stammen nur zwei Ölgemälde. Eines stammt aus dem 18. Jahrhundert und zeigt den blinden Paulus, der von Hananias von Damaskus wundersam geheilt wird. Es ist eine Interpretation eines unbekannten Künstlers des Originals von Pietro da Cortona aus dem Jahre 1631. Das Gemälde dieser Kirche wurde 1988 restauriert. Das andere Gemälde datiert aus der ersten Hälfte des 19. Jahrhunderts, wurde 1988 in der Sakristei aufbewahrt und ist seitdem verschollen. Ein Satz von drei Bleiglasfenstern ist gleichzeitig mit dem Neubau der Kirche von einem unbekannten Künstler entstanden. Das Fenster in der Längsachse zeigt eine Darstellung des guten Hirten. Außerdem trägt es das Wappen der Familie Poyferré de Cère. Die Spender dürften Simon Charles de Poyferré und sein Bruder Jean gewesen sein, und die Wahl des Motivs könnte mit den Tätigkeiten ihres Vaters zusammenhängen, der Hauptinspektor der kaiserlichen Schäfereien in Rambouillet war und eine berühmte Musterschäferei in Cère gründete. Die beiden anderen Fenster zeigen den Schutzpatron der Kirche, den heiligen Martin, und Maria mit Jesuskind. Maria trägt hierbei eine offene Krone und hält eine Lilie, das Jesuskind trägt eine geschlossene Krone und trägt eine Taube. Die beschriebenen und viele weitere Ausstattungsgegenstände der Kirche sind als nationale Kulturgüter registriert.

### Schloss von Cère
Als die Familie Poyferré im 18. Jahrhundert die Grundherrschaft erlangte, baute sie das Schloss in Cère im Stil der Hochklassik. Es besteht aus einem dreigeschossigen Wohntrakt mit einem angrenzenden viereckigen Pavillon. Als Jean-Marie de Poyferré de Cère es erbte, ließ er auf dem Grundstück seine Musterschäferei errichten und richtete hier eine Zucht von Merinoschafen aus Spanien ein. Am Standort der früheren Gebäude der Schäferei erinnert heute eine Gedenksäule an jene Zeit.

## Wirtschaft und Infrastruktur
Handel und Dienstleistungen sind die wichtigsten Wirtschaftsfaktoren der Gemeinde.

### Bildung
Die Gemeinde verfügt über eine öffentliche Vor- und Grundschule mit 42 Schülerinnen und Schülern im Schuljahr 2017/2018.

### Verkehr
Cère wird durchquert von der Route départementale 651, der ehemaligen Route nationale 651.